# Canta conmigo ahora
Canta conmigo ahora è un talent show argentino per cantanti, una versione locale del franchise britannico All Together Now originariamente trasmesso dalla rete televisiva BBC One. Il presentatore è Marcelo Tinelli. Questo nuovo programma televisivo è trasmesso da Canale 13 e prodotto da LaFlia Contenidos.

## Storia
È un concorso canoro che ha la particolarità di riunire nello stesso luogo 100 giurie esperti del settore, saranno spettatori di vari cantanti professionisti e dilettanti che cercheranno di vincere il concorso.
Il 10 maggio 2022 è stato lanciato il casting per partecipare al programma.